# تالسا (اکلاهما)

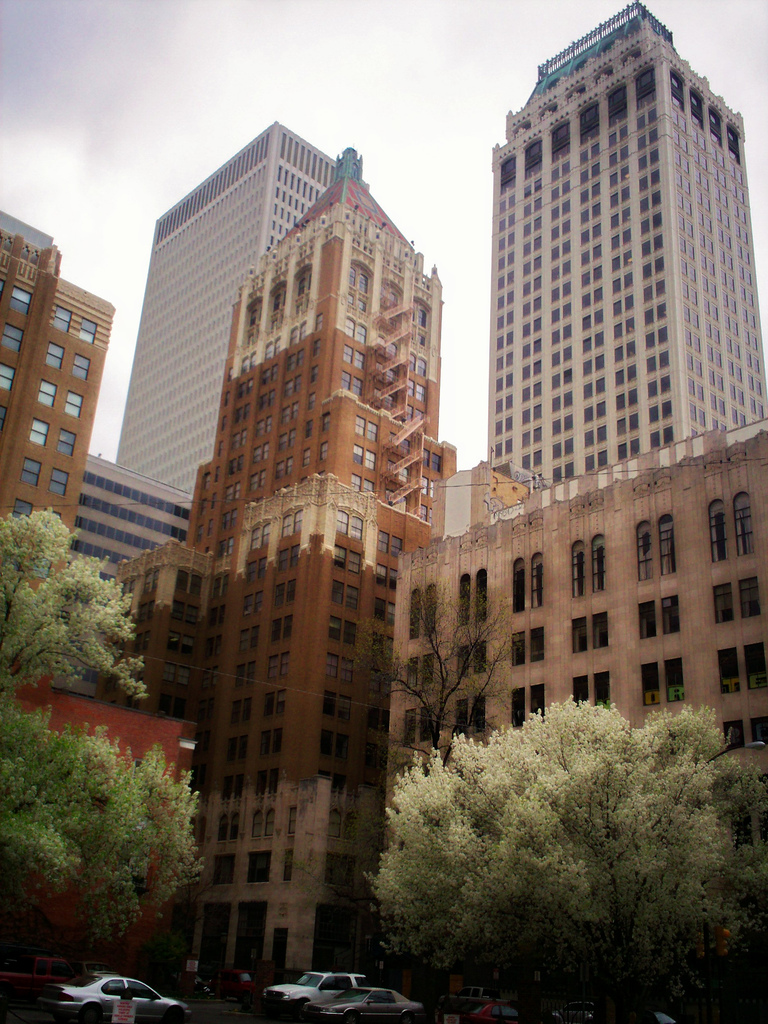
تالسا

تالسا (به انگلیسی: Tulsa, Oklahoma) شهری در ایالت اکلاهما کشور ایالات متحده آمریکا است و چهل و ششمین شهر بزرگ آمریکا به‌شمار می‌رود. جمعیت آن در سرشماری سال ۲۰۱۰ میلادی، ۳۹۱٬۹۰۶ نفر بوده‌است.